# Erythmelus noeli
Erythmelus noeli är en stekelart som först beskrevs av Dozier 1932.  Erythmelus noeli ingår i släktet Erythmelus och familjen dvärgsteklar. Inga underarter finns listade i Catalogue of Life.